# Panicum tenerum
Panicum tenerum är en gräsart som beskrevs av Heinrich Karl Beyrich och Carl Bernhard von Trinius. Panicum tenerum ingår i släktet vipphirser, och familjen gräs. Inga underarter finns listade i Catalogue of Life.